# Dème de Lesbos
Le dème de Lesbos (en grec moderne : Δήμος Λέσβου) est un ancien dème situé dans la périphérie de l'Égée-Septentrionale en Grèce. Il couvre notamment l'île de Lesbos et les îles voisines. Son siège se trouve dans la ville de Mytilène.
Selon le recensement de 2011, la population du dème de Lesbos compte 86 436 habitants.
Il est remplacé en 2019, dans le cadre du programme Clisthène I, par deux dèmes :
- Lesbos-Ouest
- Mytilène